# اینچ مربع
اینچ مربع (in۲ یا sq in) [Morabae Ŝast] از یکاهای مساحت است. هر اینچ مربع دقیقاً برابر است با ۶٫۴۵۱۶ سانتی‌متر مربع یا ۶۴۵٫۱۶ میلی‌متر مربع.
اینچ مربع ممکن است به صورت‌های زیر بیان شود:
- square in
- sq inches, sq inch, sq in
- inches/-2, inch/-2, in/-۲
- inches^۲، inch^۲، in^۲
- inches²، inch²، in²

این یکا بیشتر در ایالات متحده آمریکا و بریتانیا به کار می‌رود.